# Rubus siemianicensis
Rubus siemianicensis är en rosväxtart som beskrevs av Franz Joseph Spribille. Rubus siemianicensis ingår i släktet rubusar, och familjen rosväxter. Inga underarter finns listade i Catalogue of Life.